# Golfo dell'Ussuri
Il golfo dell'Ussuri (in russo Уссурийский залив?, Ussuriskij zaliv) è una grande insenatura situata sulla costa occidentale del mar del Giappone, in Russia. Suddiviso tra lo Škotovskij rajon e il Circondario urbano di Vladivostok, si trova nel Territorio del Litorale (Circondario federale dell'Estremo Oriente).

## Geografia
L'insenatura, che fa parte del golfo di Pietro il Grande, è situata tra il golfo dell'Amur  e quello di Strelok; il golfo dell'Ussuri è delimitato ad ovest dalla grande penisola di Murav'ëv-Amurskij (dove si trova Vladivostok) e dall'isola Russkij; l'estremo punto a sud-ovest è capo Majačnyj (мыс Маячный), che si trova sull'isola di Škot, mentre il limite a sud-est è capo Sysoev (мыс Сысоева). Il golfo è lungo 67 km, e largo, all'ingresso, 55 km, la profondità massima è di 69 m; comprende alcune insenature minori, tra cui la baia Murav'jnaja, all'estremità settentrionale, dove si trova il villaggio di Škotovo (Шкотово). La baia Lazurnaja (o Šamora), sulla costa ovest, è la più popolare e grande spiaggia di Vladivostok. Altri centri abitati sulla costa sono: Bol'šoj Kamen' e Podʺjapol'skoe (Подъяпольское).
Lo stretto del Bosforo orientale (in russo: Босфор Восточный, Bosfor Vostočnyj) collega il golfo dell'Amur a quello dell'Ussuri, separando la penisola Murav'ëva-Amurskij dalle isole Russkij e Elena. Il Bosforo orientale è attraversato dal più lungo ponte strallato del mondo: il ponte dell'isola Russkij. Nel golfo, vicino alla costa dell'isola Russkij, si trova l'isola di Skryplëv.